# Csaták a rózsák háborújában
A rózsák háborúja a középkori Angliában lezajlott polgárháború volt, amelyben két nagy dinasztia, a York- és a Lancaster-ház harcolt a trónért. A háború nevét a két család jelképéről, a fehér, illetve a vörös rózsáról kapta. Az ellenségeskedés 1455-től 1487-ig tartott. Ebben a három évtizedben a trón több alkalommal is gazdát cserélt, és tucatnyinál több alkalommal csaptak össze a szemben álló felek.

## Csaták időrendben
- Első Saint Albans-i csata - Az ütközet 1455. május 22-én zajlott le Londontól északra, Saint Albansnél. A király és csapatai a város főterén barikádozták el magukat, de a Plantagenet Richárd, York hercege vezette csapatok lerohanták őket. VI. Henrik fogságba esett. A csatában elesett Richárd legfőbb ellenlábasa, Edmund Beaufort, Somerset hercege.
- Blore Heath-i csata - 1459. szeptember 23-án a Lancaster-párti csapatok kétezer embert veszítettek, miközben többször frontálisan támadták a kisebb létszámú York-erőket. A harcban meghalt a királypárti sereget vezető James Tuchet, Audley bárója is. A győzelem nem hozott értékelhető sikert, nem sokkal később a York-vezetők, miután egyik hadvezérük, Andrew Trollope átállt a másik oldalra, megfutamodtak IV. Henrik hadai elől a ludfordi hídnál.
- Northamptoni csata - 1460. július 10-én szakadó esőben csapott össze a két sereg. A csapadék miatt a királypártiak ágyúi használhatatlanná váltak, így a York-csapatok könnyen elérték a Lancaster-arcvonalat. Lord Grey árulásának következtében a Yorkok szinte ellenállás nélkül nyomulhattak be a királypárti vonalak mögé. A csatában számos Lancaster-párti nagyúr, köztük a buckinghami herceg, Shrewbury earlje, Thomas Percy, Egremont bárója és Lord Beaumont elesett. A király ismét fogoly lett.
- Wakefieldi csata - Az ütközet 1460. december 30-án volt Wakefield közelében. Az összecsapásban a túlerőben lévő Lancaster-házi csapatok súlyos vereséget mértek a Yorkokra, akik elvesztették vezérüket, Richárd herceget.

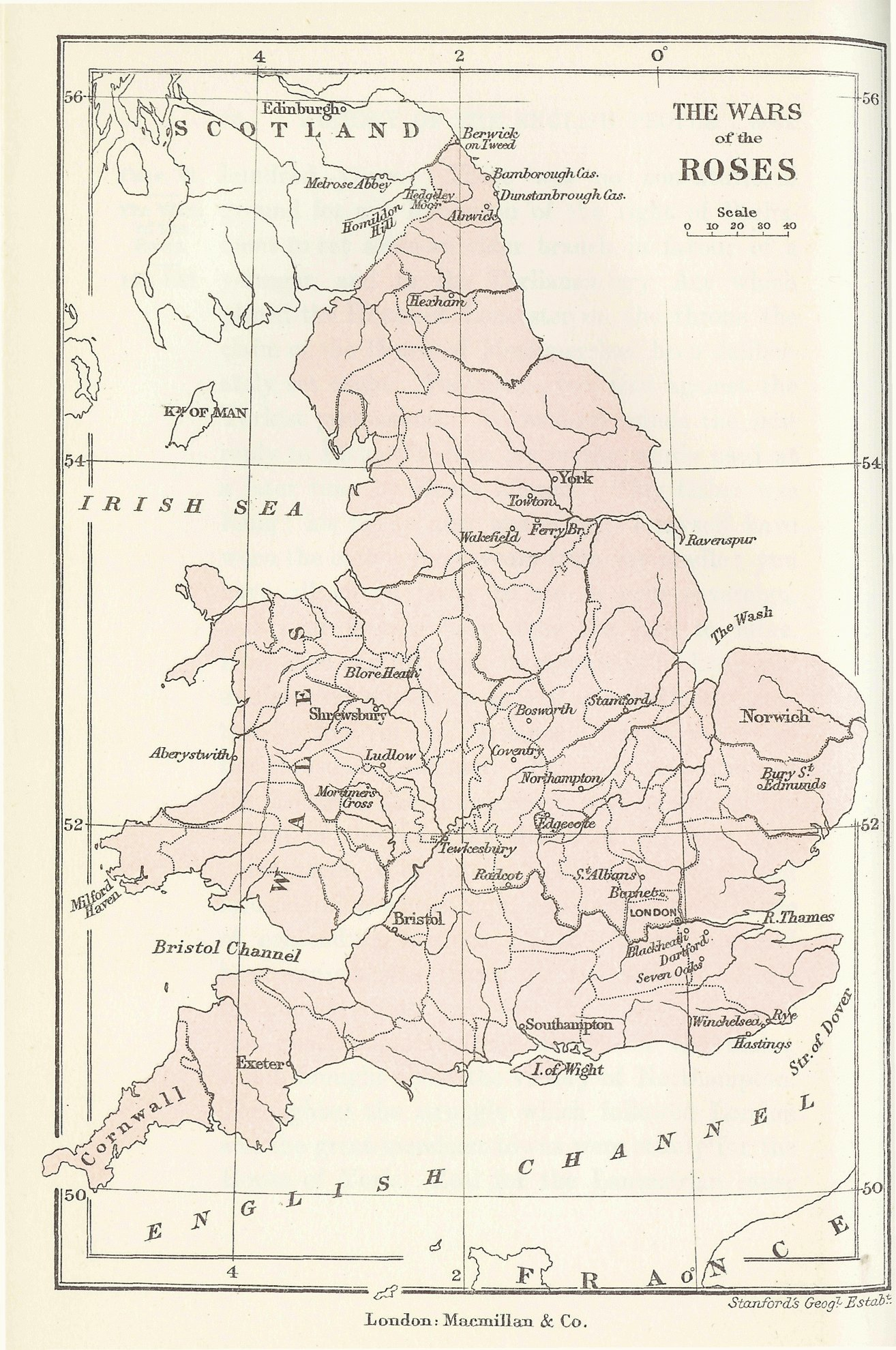
Térkép a csaták helyszínéről

- Mortimer’s Cross-i csata - 1461. február 2-án az Eduárd, March earlje által vezetett York-házi csapatok csatára kényszerítették a királypártiakat. Az ütközet brutalitását mutatja, hogy az abban részt vevő kilencezer emberből négyezer meghalt. A csata után kivégezték Owen Tudor Lancaster-párti főurat.
- Második Saint Albans-i csata - A Lancaster-ház mindössze két héttel a Mortimer's Cross-i csata után, 1461. február 17-én visszavágott a Yorkoknak. A királypártiak meglepetésszerűen rohanták le a várost, majd a csatamezőn is legyőzték a York-pártiakat. VI. Henrik kiszabadult.
- Ferrybridge-i csata - 1461. március 28-án, egy nappal azután, hogy IV. Eduárd csapatai véres harcok során átkeltek az Aire-folyó jeges vízén, Sir John Clifford és John Neville, Neville bárója serege megtámadta a York-tábort. Az összecsapásban halálos sebet kapott Lord Fitzwalter, Richard Neville, Warwick grófjának helyettese. Jean de Wavrin feljegyzései szerint háromezer ember vesztette életét. A nap folyamán a Yorkok súlyos áldozatok árán átkeltek a folyón, és legyőzték a hídfőt védő Lancastereket.
- Towtoni csata - 1461. március 29-én, York városától 12 kilométerre lezajlott ütközet minden idők legvéresebb csatája volt angol földön. Az áldozatok számát 20 és 30 ezer közé teszik. A csata idején szakadt a hó, és a szél VI. Henrik csapatai felé fújt, így az íjászaik nem tudtak ellőni az ellenséges vonalakig, miközben a yorki nyilak záporoztak rájuk. A csatát a York-pártiak nyerték.
- Hedgeley Moor-i csata - 1464. április 25-én John Neville, Montagu őrgrófja nagyjából hatezer fős csapata megütközött az ötezer katonát felvonultató Lancaster-párti sereggel, amelyet Somerset hercege irányított. Az ütközet során a Lancaster-csapatok megfutamodtak, csak Sir Ralph Percy tartott ki, de végül őt és embereit is felkoncolták.
- Hexhami csata - A Lancaster-párti erők ismét délre vonultak, és 1464. május 15-én összecsaptak IV. Eduárd északra tartó hadaival. A Lord Montagu vezette York-egységek megrohanták a Lancaster-vonalakat. Az arcvonal közepét tartó somerseti herceg egységei hátrálni kezdtek, sokan belefulladtak a mögöttük kanyargó folyóba. A káoszban a Lancasterek összeomlottak, Somerset hercege fogságba esett, és másnap kivégezték.
- Edgecote Moor-i csata - Nyolc évvel a nagy towtoni győzelem után IV. Henrik egyik leghűségesebb támogatója, Richard Neville, Warwick grófja fellázadt. 1469. július 26-án a lázadó csapatok először Pembroke grófjának egységeit támadták meg, amelyek hátrálásra kényszerültek, de újabb védelmi pozíciót vettek fel. Mielőtt azonban megérkezett volna Devon grófjának felmentő serege, megjelent a csatatéren Warwick, és ezzel eldőlt az ütközet.
- Losecote Field-i csata - 1470 tavaszán lázongások törtek ki Lincolnshire grófságban, ezért IV. Eduárd elkezdte szervezni csapatait. Március 12-én felállt egymással szemben a két sereg. A király a két hadat elválasztó üres területen kivégeztette a lázadókat vezető Sir Robert Welles apját, majd lerohanta a felkelőket, akik megfutamodtak. Sir Robert Welles fogságba esett, és egy hét múlva kivégezték.
- Barneti csata - 1471-ben IV. Eduárd, Merész Károly burgundi herceg segítségével visszatért Angliába, és csapataival London felé vonult. Warwick nagyjából tizenötezer emberrel Barnet városkától északra várta. Április 14-én összecsaptak a felek. A győzelmet IV. Eduárd szerezte meg, aki ezzel biztosította hatalmát.
- Tewkesburyi csata - 1471. május 4-én a Lancaster-egységek már csatarendben álltak, amikor IV. Eduárd csapatai megérkeztek. Az ütközetben meghalt VI. Henrik fia, Lancasteri Eduárd walesi herceg, feleségét, Anjou Margit angol királynét pedig foglyul ejtették a Yorkok. Ezzel a rózsák háborújának második szakasza lezárult.
- Bosworthi csata - Az ütközetet 1485. augusztus 22-én vívta meg III. Richárd kilencezer embere és a leendő uralkodó, Tudor Henrik ötezer katonája. A csata mindössze két óráig tartott, ugyanis III. Richárd közvetlenül Henriket rohamozta meg, de a küzdelemben elesett, így szövetségeseinek nem volt miért harcolniuk tovább.
- Stoke Field-i csata - A rózsák háborújának utolsó csatáját 1487. június 16-án vívták. A York-csapatokat Lincoln grófja és Lord Lovell irányította. A reggeli órákban megérkezett a csatatérre VII. Henrik serege, és Oxford grófja ütközetre kényszerítette a York-pártiakat. A nagyobb létszámú, jobban felszerelt és kiképzett királypárti csapatok hamar felőrölték a lázadók erőket.